# Phlyctenanthus
Phlyctenanthus is een geslacht van zeeanemonen uit de familie van de Actiniidae.

## Soorten
- Phlyctenanthus australis Carlgren, 1950
- Phlyctenanthus regularis Zamponi & Acuña, 1992